# Дельфін Марешаль
Дельфін Марешаль (фр. Delphine Maréchal, 21 вересня 1972) — французька синхронна плавчиня.
Учасниця Олімпійських Ігор 1996 року, де в змаганнях груп у складі своєї збірної посіла 5-те місце.